# Éditions du Sextant
 (janvier 2018).
Si vous disposez d'ouvrages ou d'articles de référence ou si vous connaissez des sites web de qualité traitant du thème abordé ici, merci de compléter l'article en donnant les références utiles à sa vérifiabilité et en les liant à la section « Notes et références ».
Les Éditions du Sextant sont une maison d'édition française, fondée en 2003 et basée à Paris, dirigée par Isabelle Pivert.

## Historique
Les éditions du Sextant publient essentiellement des ouvrages en sciences humaines et sociales, notamment des rééditions de textes issus de l'histoire de l'anarchisme du XIXe siècle.

## Collections
- « Les increvables » : petits ouvrages publiant des classiques d’auteurs anarchistes essentiellement.
- « Décodeur » : critique sociale, économique, politique contemporaine
- « Résistance » : récits, témoignages de résistants de la Seconde Guerre mondiale
- « Géographique » : ouvrages abordant les interactions entre l'espace physique et l'être humain, essais, récits de voyage
- « Récits » : récits autour de questions de société
- « Hors piste » : coups de cœur, explorations
- « Mémoires » : Mémoires de personnages célèbres de la fin du XIXe siècle
- « La roue de bicyclette » : écrits d'artistes contemporains